# 亞塔
亞塔（西班牙語：Llata），是秘魯的城鎮，位於該國中部瓦努科大區，處於馬拉尼翁河左岸，是瓦馬利埃斯省的首府，面積411.35平方公里，海拔高度3,439米，2005年人口4,716。

## 外部連結
- http://huanuco.blogspot.com/2009/10/feliz-aniversario-llata-homenaje-la.html （页面存档备份，存于）